# سیارک ۱۱۷۷۱۱
سیارک ۱۱۷۷۱۱ (به انگلیسی: 117711 Degenfeld، نامگذاری:2005GA) صد و هفده هزار و هفتصد و یازدهمین سیارک کشف شده‌است که در ۱ آوریل ۲۰۰۵ کشف شد.